# Fronton, Texas
Fronton är en ort i Starr County i delstaten Texas, USA.